# Frédéric de Basse-Lotharingie
 (juillet 2019).
Si vous disposez d'ouvrages ou d'articles de référence ou si vous connaissez des sites web de qualité traitant du thème abordé ici, merci de compléter l'article en donnant les références utiles à sa vérifiabilité et en les liant à la section « Notes et références ».
Frédéric de Luxembourg, né vers 1003, mort le 28 août 1065 (le 18 mai est aussi donné), est comte de Malmedy en 1035, puis duc de Basse-Lotharingie de 1046 à 1065.
Il est le fils de Frédéric de Luxembourg, seigneur de Gleiberg et d'Ermentrude, dame de Gleiberg, et petit-fils de Sigefroy, comte de Luxembourg.

## Biographie
En tant que fils cadet, il avait peu de perspectives d'avoir une position très élevée.
Gothelon Ier, duc de Basse et de Haute-Lotharingie, de la maison d'Ardennes, mourut en 1044. Si Godefroy II succéda à son père en Haute-Lotharingie, la situation de la Basse-Lotharingie est moins claire. Certains historiens mentionnent un autre fils, Gothelon II, qui aurait succédé à son père et serait mort ou aurait été destitué en 1046, d'autre disent que l'empereur Henri III ne nomma pas de titulaire pour le duché. En tout cas, Godefroy II, irrité de ne pas avoir aussi reçu la Basse-Lotharingie, se révolta en 1046. Vaincu, la Haute-Lotharingie lui fut retirée et confiée à Adalbert d'Alsace, mais Godefroy II continua la lutte.
C'est ainsi que, pour défendre sa position en Lotharingie, l'empereur Henri III nomma un cousin de la maison d'Ardennes à la tête du duché de Basse-Lotharingie : ce fut Frédéric de Luxembourg.
Grâce à l'aide de son frère Adalbéron III, évêque de Metz, il réussit à s'imposer dans son nouveau duché et dut lutter contre Godefroy II qui n'avait pas renoncé. Il fut toujours fidèle à l'empereur, mais ne réussit pas à empêcher le début du morcellement de la Basse-Lotharingie.
Il mourut alors qu'il était en guerre contre l'archevêque de Cologne. Ida se remaria avec Albert III, comte de Namur. L'empereur Henri IV, donna la Basse-Lotharingie à Godefroy II.

## Mariages et enfant
Il épouse en premières noces Gerberge († v.1049), fille d'Eustache Ier comte de Boulogne, dont il a une fille, Jutta, mariée à Waléran, comte d'Arlon.
Il se remarie vers 1055 à Ida († 1102), qui semble être fille de Bernard II, duc de Saxe.